# Heilwige Bloemardinne
Heilwige Bloemardinne, también conocida como Heilwijch Blomart (1265?-Bruselas, 23 de agosto de 1335) fue una mística cristiana que vivió en Bruselas y estuvo vagamente asociada con los hermanos del Libre Espíritu.

## Trayectoria
Era hija de un comerciante rico, Wilhelm Bloemart, una de las figuras más poderosas del gobierno municipal de Bruselas. 
Bloemardinne se diferencia de maestras anteriores como Aleydis (ejecutada en Cambrai en 1236) o la poetisa francesa Margarita Porete (ejecutada en París en 1310) por el apoyo que tuvo de las autoridades seculares, que la hicieron intocable por la Inquisición. El hecho de que, a su muerte, la silla de plata en la que se sentaba cuando instruía a los discípulos fuera entregada a la duquesa de Brabante da una idea de su prestigio, y se creía popularmente que esta silla tenía poderes milagrosos. Se dice que era venerada popularmente como una santa viviente.
Se sabe que escribió un libro porque el místico Jan van Ruusbroec, también conocido como Juan de Ruusbroec, lo atacó por considerarlo herético, pero no se conoce ninguna copia. Ruusbroec se refiería a Bloemardinne como una pseudo-Hadewijch, al parecer porque su período como sacerdote en Bruselas terminó al ser expulsado por los partidarios de Bloemardinne. Estos motivos de animadversión personal dificultan confirmar si las opiniones que se le atribuyen son ciertas.
La cuestión que puede atribuírsele con mayor seguridad es la doctrina del amor seráfico: considerar que fundirse con Dios es una posibilidad y que los terrenales tienen a su alcance un dichoso anticipo del paraíso, por lo que se dice que: "A la cabeza de la secta en Bruselas había cierta mujer, que despertaba tal admiración entre la gente que creía que dos serafines la acompañaban cuando se acercaba a la Sagrada Mesa". Se acusó a Bloemardinne y a sus seguidores de incitar a la indulgencia sensual.
Otra idea que Ruusbroec atribuye a sus seguidores es el de la pasividad total ante Dios: "Así, son pobres de espíritu, pues carecen de voluntad de cualquier tipo al haber renunciado a todo y no hacer ninguna elección propia". Esto tiene ecos de la aniquilación de las almas de Porete. Otra similitud puede ser el método de difusión de sus puntos de vista entre la población. Si los ataques de Ruusbroec son ciertos, Bloemardinne realizaba folletos que servían como resúmenes didácticos a partir de los cuales los maestros ambulantes podían compartir estas lecciones con los pobres. Algunas partes del Espejo de las almas simples se leen como si hubieran sido escritas con este propósito, sobre todo porque las palabras "lector" y "oyente" se utilizan indistintamente.
Bloemardinne parece haber desarrollado una tradición iniciada de manera más conservadora por Beatriz de Nazaret de quien se decía, "en todos sus actos y pensamientos, no temía ni se asombraba de los hombres, ni del diablo, ni de los ángeles, ni siquiera del juicio divino". El movimiento se extendió y parece haber inspirado a Jeanne Daubenton, quien dirigió la Sociedad de los Pobres en París y que fue ejecutada alrededor de 1372.